# اشرف افغان
اشرف افغان چهارمین فرمانروای دودمان هوتکی در میانه ۱۷۲۵ تا ۱۷۲۹ میلادی بود. وی پسر عبدالعزیز هوتک و پسرعموی محمود افغان، سومین فرمانروای این سلسله، بود. اشرف در سال ۱۷۲۵ میلادی پس از کشتن پسر عمویش محمود، برای مدت کوتاهی به قدرت رسید.
اشرف از سرداران محمود افغان بود و در سقوط اصفهان در ۱۱۳۵ ق / ۱۷۲۳ م شرکت داشت. او پس از فرار شاهزاده تهماسب میرزا به قزوین، به دستور محمود افغان به آن‌جا تاخت اما شکست خورد و به قندهار بازگشت. محمود با نافرمانی سپاهیان خود روبه‌رو شده بود و اشرف را از قندهار فراخواند، اما از محبوبیت وی در سپاهش بیمناک شد و او را پس‌از ورود به اصفهان زندانی کرد. اشرف به‌دنبال تشدید آشفتگی روحی محمود و ناتوانی او در ادارهٔ کشور، با کمک نیروهای افغان، در ۱۲ شعبان ۱۱۳۷ از زندان آزاد شد و پس‌از کشته‌شدن محمود به پادشاهی رسید.
در دورهٔ پادشاهی اشرف بر بخش‌هایی از ایران، به‌سبب ناامنی راه‌ها، تجارت رونقی نداشت و قحطی و گرسنگی رخ داده بود. دست به کشتار می‌زدند و به فتوای رهبر مذهبی خود، مردم را رافضی و کافر می‌شمردند؛ بنابراین مردم که از وضع اسفناک زندگی خود به ستوه آمده بودند، به گروه‌های مخالف اشرف افغان پیوستند. نادرقلی در سپتامبر ۱۷۲۹ م به پیروزی بر افغان‌های غِل‌زایی به‌رهبریِ اشرفِ در مهماندوست دست یافت. با حضورِ نادر در کنترلِ واقعیِ امور، تهماسب نهایتاً در دسامبر ۱۷۲۹ م در اصفهان مستقر شد و حکومت اشرف در ایران به پایان رسید.

## وقایع پیش از تاج گذاری اشرف شاه

### ادعای سلطنت و خیانت‌های تهماسب میرزای صفوی
تهماسب میرزا پسر شاه سلطان حسین صفوی پس از تصرف اصفهان توسط هوتکیان به استرآباد که تحت حکومت فتحعلی‌خان قاجار بود، پناه برد. با سقوط صفویه، پتر یکم به ایران لشکر کشید و قشون روسیه در سپتامبر ۱۷۲۲ میلادی دربند و در ۱۷۲۳ باکو را به اشغال خود درآوردند. طبق قراردادی که در سپتامبر ۱۷۲۳ تنظیم گردید، پتر یکم به تهماسب میرزا وعده داد که او را در مبارزه با اشرف افغان یاری دهد؛ و تهماسب نیز دربند و باکو را جز قلمرو روسیه شناخت و گیلان را نیز در اختیار آن‌ها گذاشت.
در این رابطه، اسماعیل بیگ- نماینده تهماسب در روسیه- نیز در تاریخ ۱۲ سپتامبر ۱۷۲۳ در پتروگراد اولین عهدنامه بین ایران (دولت تهماسب دوم) و روسیه را امضاء کرد. به موجب بند دوم این معاهده: «اعلیحضرت شاه (تهماسب) شهرهای دربند و باکو را با تمام زمین‌ها و جاهایی که به این دو شهر بسته است و در کنار دریای خزر جای دارند و نیز ایالات گیلان، مازندران و استرآباد را برای تصرف و تصاحب ابدی به اعلیحضرت امپراتور سراسر روسیه (پتر) واگذار می‌کند و این سرزمین‌ها از این زمان تا جاودان متعلق به اعلیحضرت امپراتور سراسر روسیه و در تابعیت او خواهد بود…»
تهماسب، ولایات غربی ایران را نیز به دولت عثمانی واگذارد و آنان هم بلافاصله همدان، ایروان و تبریز را اشغال کردند.

### بیماری و وفات شاه محمود
مدتی بعد تهماسب میرزا که ادعای سلطنت نموده بود، قزوین را پایتخت خود اعلام کرد. پس از این، شاه محمود به سوی قزوین قشون اعزام کرده و تهماسب به سوی آذربایجان گریخت؛ اما مردم قزوین علیه سپاه او قیام کرده و به اردوی سپاه شبیخون زده و عده زیادی از لشکر هوتکی را کشتند. صرف نظر از تهماسب میرزا، دو مدعی دیگر تاج و تخت صفوی به نامهای صفی میرزا و سلطان محمد میرزا هم شروع به شورش و سرکشی و تشکیل قوای مسلح نمودند. این حوادث به تدریج باعث بروز بیماری روانی در شاه محمود گردید و او به همه دربار حتی اعضای خاندان هوتکی بدگمان گردید. چنان‌که اشرف و امان اله از سرداران افغان، به قندهار فرار کردند. او بیشتر فرزندان شاه سلطان حسین (به جز دو تن) را که در اصفهان تحت نظرش بودند، در دوران بیماری (و به دلیل بدگمانی) کشت و نیز تعداد زیادی از درباریان را بی جهت از میان برد. بالاخره در سال ۱۷۲۵ میلادی، شاه محمود پس از حدود سه سال شاهنشاهی ایران در سن ۲۸ سالگی به علت بیماری عصبی و ابتلا به فلج در گذشت.

## آغاز سلطنت اشرف
پس از درگذشت محمود، دربار هوتکی به اتفاق آرا، میراشرف را به جانشینی برگزیدند. یکی از علل اصلی انتخاب اشرف به شاهنشاهی ایران این بود که او در واقع وارث اصلی سلطنت محسوب می‌شد؛ زیرا پیش از شاه محمود پدر اشرف یعنی امیر عبدالعزیز خان قبیلهٔ هوتکی و والی قندهار بود. در این دوران، تهماسب میرزا به تلاشهای خود برای دستیابی به حکومت ادامه می‌داد؛ ولی ملت عموماً از او حمایت نمی‌کردند؛ زیرا توده‌های مردم از روش حکومت صفوی دل پری داشتند.
اشرف برای رویارویی با رقیبان، در گام نخست فرمان کشتن طرفداران محمود را داد و برای جلب حمایت طرفداران صفویه، از شاه سلطان حسین خواست که بر تخت سلطنت نشیند. شاه سلطان حسین نپذیرفت، ولی دخترش را به عقد او درآورد. اشرف پس‌از نشستن بر تخت شاهی، برخی از سرداران افغان را که به او در دستیابی به حکومت یاری رسانده بودند، و نیز حدود ۲۵ تن از شاهزادگان و امرای صفوی را کشت.

### پیروزی برامپراتوری عثمانی
با آغاز سلطنت اشرف، همچنان بخش‌های بزرگی از ایالات غربی کشور در تصرف دولت عثمانی مانده بود. اشرف شاه سعی کرد تا رابطه خود را با آل عثمان بهبود بخشد؛ به همین جهت در سال ۱۷۲۶ میلادی نامه و نماینده‌ای به نام عبدالعزیز به استانبول فرستاد و از آن‌ها خواست سرزمین‌های اشغالی را تخلیه کنند؛ دولت عثمانی نه تنها این تقاضا را رد کرد؛ بلکه از اشرف خواست تاج و تخت را به شاه سلطان حسین برگرداند.
پس از پاسخ تند عثمانی به نماینده دولت هوتکی، حکومت عثمانی به این اکتفا ننموده و سپاهی متشکل از شصت هزار نیرو و هفتاد عراده توپ بزرگ تحت فرماندهی احمد پاشا والی بغداد و حسین پاشا والی موصل به سمت اصفهان گسیل نمود.
در این زمان به دستور اشرف، شاه سلطان حسین -که خطری برای سلطنتش محسوب می‌شد و در کاخی تحت نظر بود- کشته شد. سپس اشرف شاه خودش فرماندهی سپاه ایران را علیه قشون عثمانی بر عهده گرفت. در این جنگ، لشکریان عثمانی شکست خوردند و بیش از دوازده هزار نیروی عثمانی کشته شدند؛ در ضمن، بیشتر سامان و لوازم قشون ترک بر جاماند و بقیه سپاهشان از میدان نبرد گریختند.
پس از این پیروزی، سلطان اشرف دستور داد غنائم جنگی به جامانده از جنگ به اردوی عثمانی برگردانده شود؛ ضمناً در سال ۱۷۲۷ میلادی سفیری به نام اسماعیل خان به سوی عثمانی فرستاد و به آنان پیغام داد که ما با ترک‌ها برادران هم دین هستیم و مال برادران مسلمان بر ما حرام است؛ همچنین ما احترام خلافت اسلامی را بر خود واجب می‌شماریم و با برادران ترک، صلح دائمی را خواهانیم. این رفتار اشرف شاه موجب بهبود رابطه با عثمانی شده و متعاقباً در سال ۱۷۲۸ میلادی خلیفه عثمانی با اعزام سفیری به نام راشد پاشا به اصفهان، شاهنشاهی هوتکی را به رسمیت شناخته و به ایشان پیشنهاد صلح نمود.

### پیروزی برامپراتوری روسیه
با سقوط صفویه پتر یکم تزار روسیه به ایران لشکر کشید و قشون روسیه در سپتامبر ۱۷۲۲ میلادی دربند و در ۱۷۲۳ باکو را به اشغال خود درآوردند. طبق قراردادی که در سپتامبر ۱۷۲۳ تنظیم گردید پتر یکم به شاه تهماسب وعده داد که او را در مبارزه با افغان‌ها یاری دهد؛ و شاه تهماسب نیز دربند و باکو را جز قلمرو روسیه شناخت و گیلان را نیز در اختیار آن‌ها گذاشت.
در زمان سقوط شاه سلطان حسین، دولت روسیه از هرج و مرج پس از این سقوط استفاده نموده و بخش‌های زیادی از شمال ایران را تصرف کرد؛ پس از آن نیز به موجب قراردادی که با تهماسب میرزا بسته بود، قسمت‌های بیشتری را به خاک خود ملحق ساخت. در سال ۱۷۲۸ در جنگی که در رودسر بین سپاه ایران به فرماندهی «سیدال خان» و قشون روس به قیادت «ژنرال اولوف» واقع شد، سپاهیان ایران غالب شدند. روسها پس از این شکست خواستار مصالحه شدند. معاهده‌ای در فوریه ۱۷۲۹ در شهر رشت بین نمایندگان شاه اشرف و تزار پتر دوم به امضاء رسید. به موجب بند دوی این عهدنامه، ایالتهای مازندران و استر آباد -که توسط تهماسب میرزا به روسیه بخشیده شده بود- مجدداً به ایران ملحق گردید.

## شکست اشرف از نادر و مرگ
اشرف در ۱۳ مُحَرَّم ۱۱۴۲ ه‍. ق، با لشکری ۳۰٬۰۰۰ نفری برای حمله به نادر (نادرشاه افشار) و شاه تهماسب دوم از اصفهان به سوی مشهد حرکت کرد. سرعتِ پیروزیِ نادر در نبرد با ابدالی‌ها اهداف او را برهم زد. سپاهِ اشرف ابتدا به شمالِ تهران آورده شد و در طول مسیر، دسته‌های پراکنده و سربازانِ مستقر در پادگان‌ها را به خدمت گرفت و سپس در راستای کوهپایه‌های جنوبیِ البرز به سوی خراسان حرکت کرد و در اواخرِ تابستانِ همان سال، سمنان را با نزدیک ۴۰٬۰۰۰ سرباز محاصره کرد. از آن سو، نادر در ۱۸ صفر ۱۱۴۲ ه‍. ق، همراه با تهماسب از راه نیشابور و سبزوار برای نبرد با اشرف حرکت کرد. صبح روز ۶ ربیع‌الاول ۱۱۴۲ ه‍. ق، در نزدیکیِ مهماندوست دامغان نبرد آغاز شد و سرانجام سپاهیانِ اشرف شکست خوردند و عقب‌نشینی کردند. اشرف به ورامین عقب‌نشینی، و در آنجا نیروهای بیشتری را جذب کرد. مجدداً در شرقِ ورامین، نبردِ دوم درگرفت و بار دیگر سپاهِ اشرف شکست خوردند و به اصفهان عقب‌نشینی کردند. اشرف در اصفهان ۳٬۰۰۰ نفر از ساکنان و روحانیانِ برجسته را قتل‌عام کرد تا شورشی صورت نگیرد. سربازانِ اشرف نیز بازار را غارت کردند و آتش زدند. اشرف پس از دریافتِ کمک از احمدپاشا، از اصفهان بیرون آمد تا برای سومین بار به نبردِ نادر برود و در ربیع‌الثّانی ۱۱۴۲ ه‍. ق، در حوالیِ مورچه خورت مستقر شد. نادر تهماسب را در تهران باقی گذاشت و به سوی جنوب حرکت کرد. صبحِ ۲۰ ربیع‌الثانی ۱۱۴۲ ه‍. ق، نادر به سوی اصفهان پیشروی کرد. سرانجام برای سومین بار نبرد آغاز شد و باز هم سپاه اشرف شکست خوردند و فرار کردند. اشرف غروب همان روز سریعاً به اصفهان برگشت و تا جایی که توانست اشیاء قیمتی را گرد آورد و همراه با زنان و اعضای خانوادهٔ صفوی، صبح روز بعد به سوی شیراز حرکت، نادر در ۲۳ ربیع‌الثانی ۱۱۴۲ ه‍. ق، با سپاه خود وارد اصفهان شد. سربازانِ نادر به‌سرعت شهرِ غارت‌شده و اغتشاش‌زده را تحت کنترل درآوردند. به‌دستورِ نادر باقیِ افراد اشرف افغان را که مخفی شده بودند، یافتند و اعدام کردند جز تعدادِ اندکی که در مدتِ اشغال، با انسانیت رفتار کرده بودند. در ۱۸ جمادی‌الاول ۱۱۴۲ ه‍. ق، نادر رسماً از تهماسب در بیرون از شهر استقبال کرد. با حضورِ نادر در کنترلِ واقعیِ امور، تهماسب نهایتاً در جمادی‌الاول ۱۱۴۲ ه‍.ق در اصفهان مستقر شد، که نشانگرِ پایانِ واقعیِ حکومتِ اشرف بر ایران بود؛ در پی شکستِ اشرف، بسیاری از سربازانِ او به سپاهِ نادر پیوستند و در بسیاری از نبردهای بعدی کمک کردند.
شاه تهماسب دوم پس از استقرار در اصفهان از نادر خواست اشرف را تعقیب کند تا هم کار اشرف تمام شود و هم اعضای خانوادهٔ صفوی از چنگ اشرف آزاد شوند. نادر موافقت کرد در ازای حاکمیتش بر خراسان، مازندران و کرمان و تأمین هزینهٔ سپاه از طریق مالیات در سراسرِ کشور و نیز حقِّ نهادنِ جِقّه بر سر، به تعقیبِ اشرف برود. در ۳ جمادی‌الثانی ۱۱۴۲ ه‍. ق، نادر با سپاهی ۲۰٬۰۰۰ یا ۲۵۰۰۰ نفری به شیراز لشکر کشید. در زرقان واقع در شمالِ شیراز نبردی درگرفت و لشکریان اشرف شکست خوردند و اسیر شدند و اشرف نیز به شیراز گریخت. اشرف ابتدا تلاش کرد با فرستادنِ شاهزادگان صفوی نزد نادر، با وی مذاکره کند، اما پس از آن با آزادسازی گروگان‌های صفوی و کشتن بیشتر اعضای حرم از شیراز گریخت و از راهِ لار به ولایتِ قندهار فرار کرد. نادر به تعقیب اشرف پرداخت اما نتوانست به او دست یابد و به شیراز بازگشت.
اشرف در مسیر بازگشت به قندهار، در لار توقف کرد، اما به‌دلیل مخالفت بزرگان شهر، از آنجا نیز بیرون رفت. او گروهی از همراهان خود را برای درخواست کمک از عثمانی به بصره فرستاد، اما در میان راه برخی از آن‌ها به دست عرب‌ها کشته، و برخی دیگر اسیر و برده شدند. اشرف توانست خود را به ولایت قندهار برساند اما به‌خاطر هراس از حسین سلطان غل‌زایی، برادرِ محمود افغان، از ورود به شهر قندهار پرهیز کرد. حسین سلطان که از اشرف کینه‌ای به دل داشت، گروهی را مأمور تعقیب و قتل وی کرد؛ اشرف در ۱۱۴۲ ه‍.ق در ناحیهٔ زردکوه کشته شد.

## شیوهٔ حکومت
مسئولان عالی‌رتبهٔ متعددی به دست محمود و اشرف کشته شدند. این دو اکثریت اسناد صفویه را نیز از بین بردند. با این حال، محمود که بر بخش عمده‌ای از ایران حکومت می‌کرد، از اقدامات عجولانهٔ خود پشیمان شد.
به گفتهٔ هلندی‌های مقیم ایران در آن زمان، اشرف به داشتن درباری پرشکوه علاقه داشت و اوقاتِ خود را به شکار و ساختن بناهای جدید اختصاص می‌داد. او در نظر داشت شهر جدیدی در اصفهان بسازد که فقط افغان‌ها (پشتون‌ها) حق زندگی در آنجا را داشته باشند. او برای ساخت این شهر فرمان داده بود که کاروان‌سراها و بسیاری از خانه‌ها و مغازه‌های مرکز شهر را ویران کنند.